# Dominik Javorček
Dominik Javorček (Bojnice, 2 november 2002) is een Slowaaks voetballer die doorgaans als linkerverdediger speelt. Hij staat onder contract bij MŠK Žilina en maakte in 2020 als A-junior zijn debuut in het betaalde voetbal bij het tweede elftal van de club in de 2. Liga. Sinds 2025 staat hij onder contract bij Slavia Praag.

## Clubloopbaan

### Jeugd
Javorček begon met voetballen in de jeugdopleiding van MŠK Žilina. Hij doorliep alle jeugdelftallen en maakte in het seizoen 2020/21 de overstap naar de seniorenselectie.

### MŠK Žilina
Op 26 juni 2020 maakte Javorček als A-junior zijn debuut bij de senioren in het tweede elftal van MŠK Žilina. In de wedstrijd op het tweede Slowaakse profniveau tegen Zeleziarne Podbrezova werd hij in de 68e minuut ingebracht door trainer Peter Černák. Een week later, op 5 juli, maakte hij eveneens in het tweede elftal zijn eerste doelpunt bij de senioren. In de met 4-0 gewonnen thuiswedstrijd tegen FK Poprad bracht hij zijn ploeg in de 10e minuut op een 1-0 voorsprong.
In het seizoen 2020/21 sloot Javorček definitief aan bij de seniorenselectie en speelde hij zijn wedstrijden afwisselend in het eerste en tweede elftal. Op 15 augustus maakte hij zijn debuut op het hoogste niveau, de Niké Liga, toen hoofdcoach Pavol Staňo hem als linkerverdediger liet starten in de uitwedstrijd tegen AS Trenčín. Op 27 februari, in de 21e competitieronde, maakte hij zijn eerste doelpunt op het hoogste niveau tijdens de met 2-1 verloren uitwedstrijd tegen Spartak Trnava; na een assist van Dávid Ďuriš tekende hij in de 40e minuut voor de 2-1. Dat seizoen bereikte hij met Žilina de finale van de Slowaakse beker, waarin na verlenging met 2-1 werd verloren van Slovan Bratislava. Aan het einde van het seizoen tekende hij zijn eerste profcontract tot december 2024.
De seizoenen 2021/22 en 2022/23 werden overschaduwd door een hardnekkige knieblessure, waardoor hij nauwelijks in actie kwam. In het seizoen 2023/24 was hij weer volledig fit en maakte hij op 13 juli zijn Europese debuut in de eerste kwalificatieronde van de Conference League. In de heenwedstrijd tegen Levadia Tallinn kwam hij in de 73e minuut in het Štadión pod Dubňom in Žilina in het veld voor Kristián Bari. Ondanks zijn terugkeer bleef een vaste basisplaats uit onder trainer Jaroslav Hynek. In maart 2024 verlengde hij zijn contract tot 2026. Omdat onder de nieuwe trainer Michal Ščasný bij de start van het seizoen 2024/25 opnieuw weinig perspectief op speeltijd bleek, liet hij zich vlak voor het sluiten van de transferwindow verhuren aan het net naar de Bundesliga gepromoveerde Holstein Kiel. Na afloop van de huurperiode keerde hij niet terug naar MŠK Žilina, maar vervolgde hij zijn loopbaan bij Slavia Praag.

#### Verhuur aan Holstein Kiel
In de zomer van 2024 werd bekend dat Javorček voor het seizoen 2024/25 werd gehuurd met optie tot koop door Holstein Kiel, dat net was gepromoveerd naar de Bundesliga. Zijn periode bij de Noord-Duitse club werd geen groot succes, omdat het hem niet lukte een vaste basisplaats te veroveren. Op 14 september maakte hij zijn debuut in de Bundesliga tijdens de met 1-6 verloren thuiswedstrijd tegen Bayern München. Trainer Marcel Rapp liet hem als linkervleugelverdediger starten, maar in de rust werd hij vervangen door Tymoteusz Puchacz. Tot aan de winterstop bleef zijn inzet beperkt tot vier invalbeurten. In de periode januari tot en met maart kwam hij vaker aan spelen toe en kwam hij tot vier basisplaatsen. Vanaf maart speelde hij nauwelijks nog; hij kwam alleen nog één minuut in actie in de thuiswedstrijd tegen Borussia Mönchengladbach. Holstein Kiel eindigde het seizoen 2024/25 op een degradatieplaats en keerde na één seizoen terug naar de 2. Bundesliga. Na afloop van het seizoen maakte Kiel geen gebruik van de koop optie en keerde Javorček terug naar MŠK Žilina.

### Slavia Praag
In juni 2025 tekende Javorček een contract tot medio 2029 bij Slavia Praag. Tijdens de voorbereiding scheurde hij in een oefenwedstrijd tegen LASK zijn kniebanden, waarvoor een operatie noodzakelijk was.

## Clubstatistieken
| Seizoen                     | Club            | Competitie      | Competitie | Competitie | Beker | Beker | Internationaal | Internationaal | Overig | Overig | Totaal | Totaal |
| Seizoen                     | Club            | Competitie      | Wed.       | Dlp.       | Wed.  | Dlp.  | Wed.           | Dlp.           | Wed.   | Dlp.   | Wed.   | Dlp.   |
| --------------------------- | --------------- | --------------- | ---------- | ---------- | ----- | ----- | -------------- | -------------- | ------ | ------ | ------ | ------ |
| 2019/20                     | MŠK Žilina B    | 2. Liga         | 3 *        | 1          | –     | –     | –              | –              | –      | –      | 3      | 1      |
| 2020/21                     | MŠK Žilina      | Niké Liga       | 16         | 1          | 6     | 0     | –              | –              | 12     | 0      | 34     | 1      |
| 2021/22                     | MŠK Žilina      | Niké Liga       | 2          | 0          | 2     | 0     | –              | –              | 3      | 0      | 7      | 0      |
| 2022/23                     | MŠK Žilina      | Niké Liga       | 12         | 0          | –     | –     | –              | –              | 2      | 0      | 14     | 0      |
| 2023/24                     | MŠK Žilina      | Niké Liga       | 32         | 1          | 4     | 1     | 3              | 0              | –      | –      | 39     | 2      |
| 2024/25                     | MŠK Žilina      | Niké Liga       | 2          | 1          | –     | –     | –              | –              | –      | –      | 2      | 1      |
| 2024/25                     | → Holstein Kiel | Bundesliga      | 13         | 0          | –     | –     | –              | –              | 5      | 0      | 13     | 0      |
| 2025/26                     | Slavia Praag    | Fortuna Liga    | 0          | 0          | 0     | 0     | 0              | 0              | 5      | 0      | 0      | 0      |
| Carrière totaal             | Carrière totaal | Carrière totaal | 82         | 4          | 12    | 1     | 3              | 0              | 17 **  | 0      | 114    | 5      |
| Bijgewerkt tot 20 juli 2025 |                 |                 |            |            |       |       |                |                |        |        |        |        |

* In het seizoen 2019/20 speelde Javorček drie wedstrijden voor het tweede elftal van MŠK Žilina als A-junior.
** In het seizoen 2020/21 speelde hij, naast zijn optredens voor het eerste elftal, twaalf wedstrijden voor het tweede team van MŠK Žilina. In 2021/22 kwam hij drie keer in actie voor het tweede elftal, en in 2022/23 speelde hij twee wedstrijden. Tijdens zijn verhuurperiode in het seizoen 2024/25 bij Holstein Kiel verscheen hij vijfmaal voor het tweede elftal in de Regionalliga Nord.

## Interlandloopbaan
Javorček kwam uit voor diverse Slowaakse jeugdelftallen. Met Slowakije –21 nam hij in 2025 deel aan het Europees kampioenschap voor spelers onder 21 jaar, dat in eigen land werd georganiseerd.

### Slowaakse jeugdelftallen
Op 25 oktober 2018 debuteerde Javorček onder bondscoach Marek Bažík voor Slowakije –17 in een EK-kwalificatiewedstrijd tegen Noord-Ierland. In het met 0–1 gewonnen duel stond hij in de basis. Slowakije –17 strandde in de voorronde van het Europees Kampioenschap –17 in Ierland. Op 11 oktober 2024 maakte Javorček zijn eerste doelpunt voor Slowakije –21, in een met 2–1 gewonnen oefeninterland tegen Griekenland. Hij scoorde in de 88e minuut de winnende treffer. In mei 2025 werd hij door bondscoach Jaroslav Kentoš opgenomen in de selectie van Slowakije –21 voor het EK 2025 in eigen land. Javorček kwam in actie in de groepswedstrijden tegen Spanje (2–3 nederlaag) en Italië (0–1 nederlaag).
| Jeugdinterlands van Dominik Javorček voor Slowakije () | Jeugdinterlands van Dominik Javorček voor Slowakije () | Jeugdinterlands van Dominik Javorček voor Slowakije () | Jeugdinterlands van Dominik Javorček voor Slowakije () | Jeugdinterlands van Dominik Javorček voor Slowakije () | Jeugdinterlands van Dominik Javorček voor Slowakije () |
| №                                                      | Datum                                                  | Wedstrijd                                              | Uitslag                                                | Soort Wedstrijd                                        | Doelpunten                                             |
| Als speler bij Slowakije –17                           | Als speler bij Slowakije –17                           | Als speler bij Slowakije –17                           | Als speler bij Slowakije –17                           | Als speler bij Slowakije –17                           | Als speler bij Slowakije –17                           |
| ------------------------------------------------------ | ------------------------------------------------------ | ------------------------------------------------------ | ------------------------------------------------------ | ------------------------------------------------------ | ------------------------------------------------------ |
| 1.                                                     | 25 oktober 2018                                        | Noord-Ierland – Slowakije                              | 0 – 1                                                  | EK-kwalificatie 2019                                   |                                                        |
| 2.                                                     | 27 oktober 2018                                        | Slowakije – San Marino                                 | 8 – 0                                                  | EK-kwalificatie 2019                                   |                                                        |
| 3.                                                     | 30 oktober 2018                                        | Slowakije – Turkije                                    | 3 – 0                                                  | EK-kwalificatie 2019                                   |                                                        |
| 4.                                                     | 13 februari 2019                                       | België – Slowakije                                     | 2 – 3                                                  | Vriendschappelijk                                      |                                                        |
| 5.                                                     | 26 maart 2019                                          | Slowakije – Servië                                     | 1 – 3                                                  | EK-kwalificatie 2019                                   |                                                        |
| 6.                                                     | 29 maart 2019                                          | Slowakije – Zweden                                     | 0 – 0                                                  | EK-kwalificatie 2019                                   |                                                        |
| 7.                                                     | 1 april 2019                                           | Frankrijk – Slowakije                                  | 3 – 0                                                  | EK-kwalificatie 2019                                   |                                                        |
| Als speler bij Slowakije –18                           |                                                        |                                                        |                                                        |                                                        |                                                        |
| 1.                                                     | 23 mei 2019                                            | Rusland – Slowakije                                    | 3 – 2                                                  | Vriendschappelijk                                      |                                                        |
| 2.                                                     | 24 september 2019                                      | Bosnië en Herzegovina – Slowakije                      | 0 – 1                                                  | Vriendschappelijk                                      |                                                        |
| 3.                                                     | 26 september 2019                                      | Bosnië en Herzegovina – Slowakije                      | 1 – 1                                                  | Vriendschappelijk                                      |                                                        |
| 4.                                                     | 28 januari 2020                                        | Spanje – Slowakije                                     | 2 – 0                                                  | Vriendschappelijk                                      |                                                        |
| Als speler bij Slowakije –19                           |                                                        |                                                        |                                                        |                                                        |                                                        |
| 1.                                                     | 2 februari 2021                                        | Hongarije – Slowakije                                  | 0 – 1                                                  | Vriendschappelijk                                      |                                                        |
| Als speler bij Slowakije –21                           |                                                        |                                                        |                                                        |                                                        |                                                        |
| 1.                                                     | 4 juni 2021                                            | Oostenrijk – Slowakije                                 | 2 – 1                                                  | Vriendschappelijk                                      |                                                        |
| 2.                                                     | 8 juni 2021                                            | Slowakije – Finland                                    | 4 – 0                                                  | Vriendschappelijk                                      |                                                        |
| 3.                                                     | 23 maart 2023                                          | Slovenië – Slowakije                                   | 0 – 0                                                  | Vriendschappelijk                                      |                                                        |
| 4.                                                     | 25 maart 2023                                          | Slowakije – Bulgarije                                  | 1 – 0                                                  | Vriendschappelijk                                      |                                                        |
| 5.                                                     | 28 maart 2023                                          | Noord-Macedonië – Slowakije                            | 0 – 1                                                  | Vriendschappelijk                                      |                                                        |
| 6.                                                     | 15 juni 2023                                           | Slowakije – Hongarije                                  | 0 – 1                                                  | Vriendschappelijk                                      |                                                        |
| 7.                                                     | 20 juni 2023                                           | Slowakije – Oostenrijk                                 | 1 – 1                                                  | Vriendschappelijk                                      |                                                        |
| 8.                                                     | 7 september 2023                                       | Tsjechië – Slowakije                                   | 2 – 0                                                  | Vriendschappelijk                                      |                                                        |
| 9.                                                     | 15 juni 2023                                           | Slowakije – Polen                                      | 2 – 2                                                  | Vriendschappelijk                                      |                                                        |
| 10.                                                    | 16 november 2023                                       | Slowakije – Kroatië                                    | 2 – 2                                                  | Vriendschappelijk                                      |                                                        |
| 11.                                                    | 20 november 2023                                       | Tsjechië – Slowakije                                   | 2 – 1                                                  | Vriendschappelijk                                      |                                                        |
| 12.                                                    | 21 maart 2024                                          | Spanje – Slowakije                                     | 0 – 2                                                  | Vriendschappelijk                                      |                                                        |
| 13.                                                    | 25 maart 2024                                          | Malta – Slowakije                                      | 1 – 4                                                  | Vriendschappelijk                                      |                                                        |
| 14.                                                    | 7 juni 2024                                            | Slowakije – Azerbeidzjan                               | 3 – 2                                                  | Vriendschappelijk                                      |                                                        |
| 15.                                                    | 11 juni 2024                                           | Slowakije – Moldavië                                   | 0 – 1                                                  | Vriendschappelijk                                      |                                                        |
| 16.                                                    | 5 september 2024                                       | Hongarije – Slowakije                                  | 1 – 2                                                  | Vriendschappelijk                                      |                                                        |
| 17.                                                    | 11 oktober 2024                                        | Slowakije – Griekenland                                | 2 – 1                                                  | Vriendschappelijk                                      | Goal                                                   |
| 18.                                                    | 15 oktober 2024                                        | Slowakije – Wales                                      | 4 – 2                                                  | Vriendschappelijk                                      |                                                        |
| 19.                                                    | 14 november 2024                                       | Nederland – Slowakije                                  | 3 – 3                                                  | Vriendschappelijk                                      |                                                        |
| 20.                                                    | 18 november 2024                                       | Slowakije – Portugal                                   | 1 – 3                                                  | Vriendschappelijk                                      |                                                        |
| 21.                                                    | 21 maart 2025                                          | Slowakije – Duitsland                                  | 0 – 1                                                  | Vriendschappelijk                                      |                                                        |
| 22.                                                    | 11 juni 2025                                           | Slowakije – Spanje                                     | 2 – 3                                                  | Europees kampioenschap voetbal 2025                    |                                                        |
| 23.                                                    | 14 juni 2025                                           | Slowakije – Italië                                     | 0 – 1                                                  | Europees kampioenschap voetbal 2025                    |                                                        |
| Bijgewerkt tot 17 juni 2025                            |                                                        |                                                        |                                                        |                                                        |                                                        |